# Muu
Muu ry är en finländsk konstnärsorganisation som grundades 1987 i syfte att främja nya former av bildkonst, såsom media-, video-, ljus- och ljudkonst samt tvärkonstnärliga uttrycksformer såsom performance, samverkan med teater-, dans-, koncept- och miljökonst i Finland. 
Samtliga nya konstarter har i dag befäst sin ställning på fältet, och bland annat videokonsten hade en framskjuten position på Muus stora utställning 2005. Organisationen samarbetar med inhemska och utländska kulturorganisationer och deltar i den konst- och kulturpolitiska debatten samt bedriver undervisnings- och kursverksamhet i sitt medialaboratorium Media Base, som öppnades 1995. Också på det pedagogiska planet är det internationella samarbetet livligt, och bland annat Media Base har blivit en mötesplats för konstnärer och utställningskuratorer.
Muu har omkring 320 medlemmar (2005). Organisationen ordnade 2005 en stor utställning i Helsingfors konsthall, till vilken konstnärer som representerade bland annat ljus-, ljud-, miljö-, performance-, koncept-, medie- och videokonst fick välja en partner från vilken konstsektor som helst. Representerade var bland annat musiker, tonsättare, dekoratörer, en biolog, en miljöestetiker, en poet, en operasångare och en arkitekt. 